# Alviso (California)

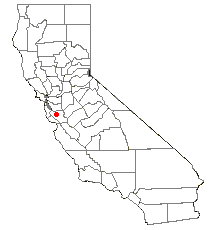
Localización de Alviso en California.

Alviso es una pequeña comunidad de San José, Condado de Santa Clara, California. Se encuentra aproximadamente a 1,5 millas (2,4 km) al sur del puente levadizo, en el extremo norte de San José, donde se encuentra el extremo sur de la bahía de San Francisco y las fronteras de la cercana ciudad de Milpitas.
El río Guadalupe y el arroyo Coyote. Ambos terminan en Alviso, que desemboca en la bahía a través de Alviso Slough Slough y barro. En 1983, Alviso fue víctima de las graves inundaciones causadas por El Niño.